# Лукьянец, Виталий Григорьевич
Лукьянец, Виталий Григорьевич (12 мая 1938, Черниговская область — 25 июля 1994, Москва) — советский художник-график, иллюстратор, поэт, прозаик и уфолог.

## Биография
Родился 12 мая 1938 года в Черниговской области. Отец — военный. Мать — домохозяйка. Старший брат — Анатолий, военный. Младшая сестра — Нина, живёт в Болгарии.
Первое яркое впечатление от живописи, по словам самого художника, получил ещё в детстве, когда брат, не желая сидеть с маленьким Виталием, нарисовал ему ангела-хранителя. В школе учился рисованию. Спустя пару лет после армейской службы Виталий решил продолжить обучение.
В Московском полиграфическом институте МГУП он учился искусству графика у народного художника СССР профессора А. Д. Гончарова (1903—1979). Закончил в 1965 году. Первым местом работы художника-иллюстратора стала газета «Правда». Состоял членом Союза журналистов.Наряду с ксилографией и линогравюрой позже стал писать работы маслом, а также создал серию акварелей, воспевающих русскую и украинскую природу, за что его назвали «певцом тишины». Любовь к природе выражалась и в том, что Виталий был страстным рыбаком.
Изучал и собирал русскую иконопись. К сорока годам принял крещение на Рогожском кладбище, стал старообрядцем. В 1970-х годах создал серию иллюстраций к былинам, вышедшим в издании Гознака. В 1990-х годах Виталий Григорьевич продолжил работу над русскими былинами и сказками.
Увлечение темой космоса привело к появлению полотен, в которых изображена Вселенная. В 1991 году Советским детским фондом им. В. И. Ленина выпущены две марки: «Мироздание» и «Иная планета». В конце 1980-х — начале 1990-х В. Лукьянец серьёзно занимался темой непознанного, впоследствии, благодаря рекомендации В. Г. Ажажы, стал членом-корреспондентом МАИ по отделению «Уфология и биоэнергоинформатика».
Тема необычного влекла его страстно. Разъезжая по стране, он слушал очевидцев и по их рассказам рисовал конкретные уфологические этюды. Сделал много работ. За свой вклад в развитие Уфологии Виталий Лукьянец был избран членом-корреспондентом МАИ в порядке исключения, без какой-либо ученой степени и звания.
В. Лукьянец писал стихи, пробовал себя в прозе. В 1990-е годы подготовил к изданию и выпустил за свой счет три номера журнала «Светлояр», в котором выступал как автор-редактор. Четвёртый номер, подготовленный В. Г. Лукьянцем, вышел посмертно.
25 июля 1994 года, уйдя загорать в Серебряный бор, не вернулся. Умер при таинственных обстоятельствах.
Похоронен на Рогожском кладбище в Москве. Один его давний друг отозвался о Виталии:
На летающей тарелке

Из Серебряного Бора

Преподнёс себя он Богу

Полный светлого задора.

## Семья
- Брат — Анатолий Григорьевич Лукьянец
- Сестра — Нона Григорьевна
- Супруга — Хилья Хансовна, род.20.04.1936
- Супруга — Ольга Николаевна, род.27.08.1952
- Сын — Лукьянец Пётр.
- Сын — Лукьянец Павел.

## Искусство
С начала 1970-х В. Лукьянец иллюстрировал произведения писателя-фантаста Александра Казанцева, который высоко ценил его творчество.
В 1978 году он занял второе место в международном конкурсе научно-фантастической живописи.
В 1980 году он занял второе место в конкурсе «Время — Пространство — Человек»
Его работы демонстрировались на международной выставке «НТТМ-80», где ему был вручён почётный знак.
В круг его интересов входили Древние цивилизации, НЛО, выросшие под иными солнцами дети будущего, отдаленные драматические эпохи земной истории, имеющие, по мысли художника, неоспоримую связь с «космическим фактором».
Художника очень привлекала и космогоническая тема.
12 мая 1985 года В. Г. Лукьянец писал М. С. Горбачёву о своей обеспокоенности по поводу падения духовного уровня культуры в СССР.

## Книжная графика
- Алёша Попович и Тугарин Змеевич. М., Гознак, 1975
- Добрыня Никитич и Алёша Попович. М., Гознак, 1979
- Иллюстрации к Дорбыне Никитичу и Алёше Поповичу
- Никита Кожемяка. М., Гознак, 1982

## Некоторые картины

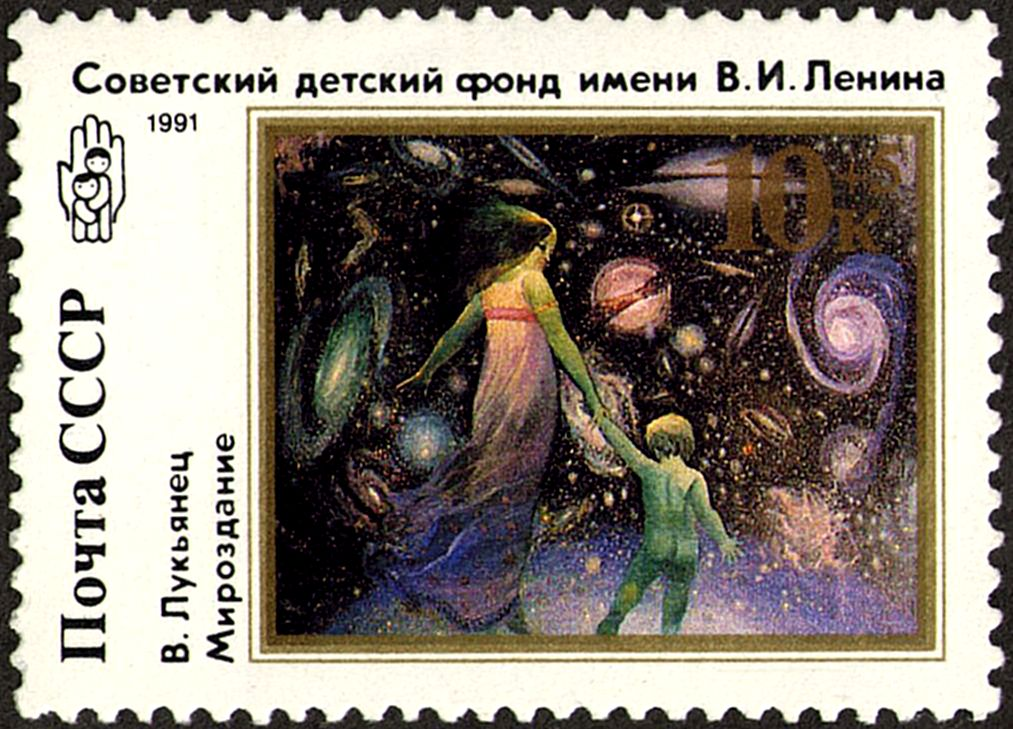
В. Лукьянец. Мироздание. 1973 г. Марка СССР, 1991 г.

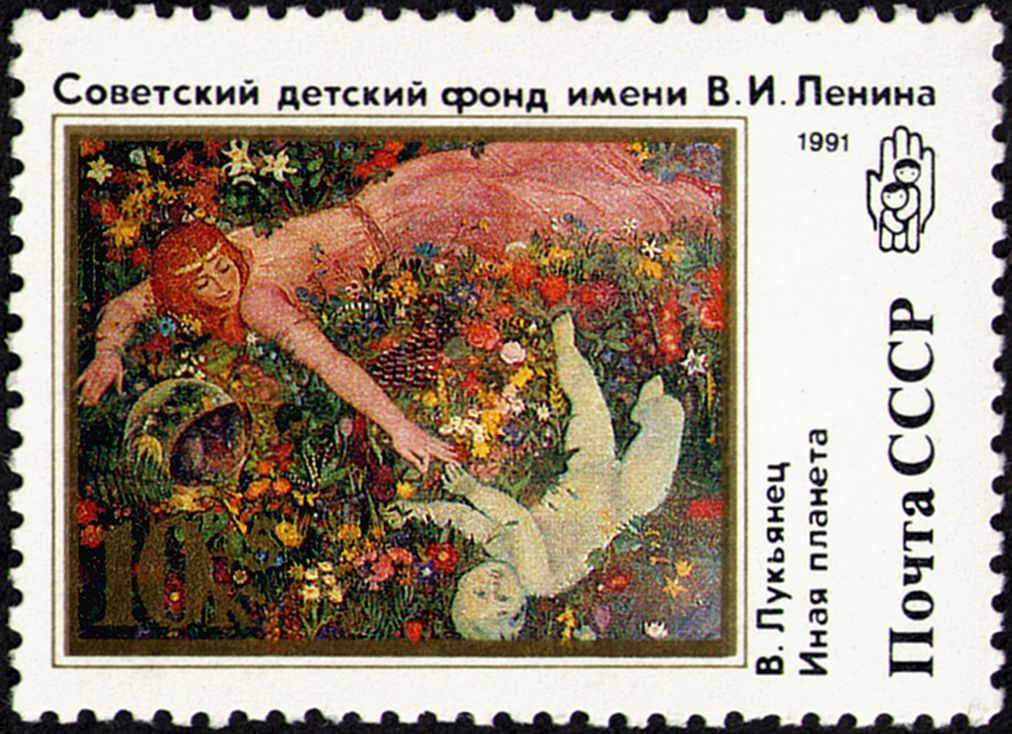
В. Лукьянец. Иная планета. 1974 г. Марка СССР, 1991 г.

- «Речка моего детства»
- «Красавица Десна»
- «Древний Чернигов»
- «Дорога на Любеч»
- «Спящая галактика»
- «Кижи»
- «Петрозаводское диво»
- «Соловки»
- «Цветах вселенной»
- «Мироздание»
- «Алый Парус» 1994
- «Судьба» 1980
- «Осень»

## Графические работы
- «Чернигов»
- «Пятницкая церковь»
- «Радуль»
- «Миросотворение»
- «Княжна Ольга»